# Erioptera (Mesocyphona) caliptera caliptera
Erioptera (Mesocyphona) caliptera caliptera is een ondersoort van de tweevleugelige Erioptera (Mesocyphona) caliptera uit de familie steltmuggen (Limoniidae). De ondersoort komt voor in het Nearctisch en Neotropisch gebied.